# 加德奇罗利
加德奇罗利（Gadchiroli），是印度马哈拉施特拉邦Gadchiroli县的一个城镇。总人口42464（2001年）。

## 人口
该地2001年总人口42464人，其中男性21762人，女性20702人；0—6岁人口5644人，其中男2873人，女2771人；识字率73.66%，其中男性为79.56%，女性为67.47%。